# Historicism (filosofi och historia)
Historicism är inom filosofin och historien tron på en historisk determinism. Särskilt Friedrich Hegels och Karl Marx teorier brukar framhållas som exempel på historicism. 
Karl Popper har angripit denna uppfattning, främst i The Poverty of Historicism.
Historicismen kan beskrivas som en tankeströmning om hur man uppfattar historien och som växte sig stark under 1800-talet. Dess kärnland var Tyskland och några viktiga tyska historiker inom denna tankeströmming är Ranke, Droysen, Mommsen, Dilthey och Rickert. Men också brittiska historiker som Macaulay, Green, Stubbs eller Froude, och franska som Michelet, Sainte-Beuve eller Renan brukar anges som hemmahörande inom historicismens tankevärld.